# Lee Kyu-hyung
Lee Kyu-hyung (kor. 이규형; 29 listopada 1983 w Seulu) – południowokoreański aktor.

## Kariera
Lee Kyu-hyung zadebiutował w 2001 grając wówczas drugoplanową role w filmie Kick the Moon. W 2013 zagrał w koreańskim filmie akcji The Face Reader. W 2017 grał rolę Yoon Se-won w serialu telewizyjnym Stranger emitowanym na kanale tvN.
W 2022 zagrał w serialu Netflixa All of Us Are Dead.

## Filmografia

### Filmy
| Rok  | Tytuł                                | Rola                     |
| ---- | ------------------------------------ | ------------------------ |
| 2001 | Kick The Moon                        |                          |
| 2009 | Large and Small City                 |                          |
| 2009 | Castaway on the Moon                 | pracownik pogotowia      |
| 2013 | The Face Reader                      |                          |
| 2013 | Cat Girl                             | Min-hyeok                |
| 2014 | The Crying Man                       | członek Ventura Holdings |
| 2014 | The Wicked                           | Jae-wook                 |
| 2014 | My Dictator                          | Cheol-ju                 |
| 2015 | Love Copyright                       |                          |
| 2015 | You Call It Passion                  | Young-hwa                |
| 2016 | Seondal: The Man Who Sells the River | starszy oficer           |
| 2019 | Innocent Witness                     | Hee-joong                |
| 2019 | Romang                               | policjant                |
| 2019 | Juror 8                              | członek komisji          |
| 2020 | Diva                                 | trener nurkowania        |
| 2021 | Handsome Guys                        | Nam Sun Kyung            |
| 2021 | Happy New Year                       | prorok                   |
| 2022 | Stellar                              | Dong-sik                 |
| 2022 | Puls Seulu                           | Bok-nam                  |
| 2023 | Morskie diabły                       | Harunobu Arima           |
| 2024 | Handsome Guys                        | Nam Sun-kyung            |

### Seriale
| Rok  | Tytuł                          | Rola             |
| ---- | ------------------------------ | ---------------- |
| 2021 | The Witch's Diner              | samotny ojciec   |
| 2021 | Shall We Have A Cup of Coffee? | Seong-min        |
| 2022 | All of Us Are Dead             | Song Jae-ik      |
| 2022 | Pani Mecenas                   | Jwa Si-baek      |
| 2022 | Gra o wszystko                 | młody Cha Mu-sik |
| 2024 | Wujek Samsik: Koreański sen    | Kang Seong-min   |